# Списък на народните представители от Четиридесет и седмото народно събрание
Тази статия представлява списък на народните представители от XLVII народно събрание. То е сформирано според резултатите от извънредните парламентарни избори в България, проведени на 14 ноември 2021 г. Избрани са 240 депутати от 7 партии. Първото заседание се провежда на 3 декември 2021 г.

## Списък
Това е списък на народните представители от XLVII народно събрание:
1. Адлен Шукри Шевкед – 9 МИР Кърджали
2. Александра Стефанова Милчева -28 МИР Търговище
3. Александър Атанасов Александров – 3 МИР Варна
4. Александър Велиславов Тодоров – 15 МИР Плевен
5. Александър Димитров Дунчев – 26 МИР София област
6. Александър Симидчиев – 25 МИР София
7. Александър Койчев Иванов – 23 МИР София
8. Александър Несторов Несторов – 14 МИР Перник
9. Александър Ракшиев – 16 МИР Пловдив град
10. Александър Ненков – 23 МИР София
11. Александър Тихомиров Симов – 6 МИР Враца
12. Ализан Нихат Яхова – 19 МИР Русе
13. Ангел Георгиев – 17 МИР Пловдив област
14. Андрей Атанасов Гюров – 1 МИР Благоевград
15. Андрей Чорбанов – 26 МИР София област
16. Андрей Николаев Михайлов – 25 МИР София
17. Анна Василева Александрова – 25 МИР София
18. Антоанета Цонева – 13 МИР Пазарджик
19. Антон Йорданов Тонев – 3 МИР Варна
20. Антония Кънчева Димитрова – 30 МИР Шумен
21. Асен Василев – 29 МИР Хасково (до 13 декември 2021 г.)
22. Асен Балтов – 23 МИР София
23. Атанас Славов – 27 МИР Стара Загора
24. Атанас Димитров Михнев – 27 МИР Стара Загора
25. Атанас Зафиров Зафиров – 21 МИР Сливен
26. Атанас Атанасов – 29 МИР Хасково (до 13 декември 2021 г.)
27. Атанас Атанасов – 23 МИР София
28. Ахмед Реджебов Ахмедов – 18 МИР Разград
29. Байрам Юзкан Байрам – 9 МИР Кърджали
30. Благовест Чанев Белев – 3 МИР Варна
31. Божидар Божанов – 26 МИР София област (до 13 декември 2021 г.)
32. Бойко Любомиров Клечков – 10 МИР Кюстендил
33. Борислав Антониев Антонов – 23 МИР София
34. Борислав Гуцанов – 23 МИР София
35. Бранимир Николаев Балачев – 3 МИР Варна
36. Валери Пламенов Лачовски – 15 МИР Плевен
37. Васил Стефанов Стефанов – 23 МИР София
38. Велико Митков Минков – 19 МИР Русе (до 17 декември 2021 г.)
39. Венеция Огнянова Нецова-Ангова – 25 МИР София
40. Венко Николов Сабрутев – 23 МИР София
41. Веска Маринова Ненчева – 17 МИР Пловдив област
42. Виктор Гасан Насър – 23 МИР София
43. Виктория Димитрова Василева – 1 МИР Благоевград
44. Владимир Маринов Маринов – 29 МИР Хасково
45. Владимир Славев Табутов – 1 МИР Благоевград
46. Владислав Панев – 24 МИР София
47. Вяра Емилова Йорданова – 11 МИР Ловеч
48. Галина Събева Георгиева – 8 МИР Добрич
49. Георги Георгиев Михайлов – 1 МИР Благоевград
50. Георги Йорданов Ганев – 23 МИР София
51. Георги Йорданов Гвоздейков – 21 МИР Сливен
52. Георги Николаев Георгиев – 9 МИР Кърджали
53. Георги Николаев Стамов – 10 МИР Кюстендил
54. Георги Станчев Георгиев – 6 МИР Враца
55. Георги Свиленски – 24 МИР София
56. Георги Тенев Станков – 29 МИР Хасково
57. Георги Гьоков – 27 МИР Стара Загора (до 13 декември 2021 г.)
58. Гергана Кузманова Данева – 17 МИР Пловдив област
59. Гюнай Хюсмен – 18 МИР Разград
60. Гюнер Нихат Ахмед – 20 МИР Силистра
61. Дани Стефанова Каназирева – 17 МИР Пловдив област
62. Даниел Лорер – 3 МИР Варна (до 13 декември 2021 г.)
63. Даниел Митов – 24 МИР София
64. Даниел Петров Петров – 7 МИР Габрово
65. Делян Добрев – 29 МИР Хасково
66. Делян Пеевски – 1 МИР Благоевград
67. Деница Димитрова Симеонова – 6 МИР Враца
68. Деница Сачева – 8 МИР Добрич
69. Деница Пламенова Николова – 2 МИР Бургас
70. Десислава Атанасова – 19 МИР Русе
71. Десислава Танева – 21 МИР Сливен
72. Десислава Трифонова – 15 МИР Плевен
73. Джевдет Чакъров – 20 МИР Силистра
74. Джейхан Хасанов Ибрямов – 28 МИР Търговище
75. Димитър Ангелов Иванов – 31 МИР Ямбол
76. Димитър Иванов Аврамов – 12 МИР Монтана
77. Димитър Михайлов Ташев – 2 МИР Бургас
78. Димитър Стойков Николов – 4 МИР Велико Търново
79. Драгомир Стойнев – 13 МИР Пазарджик
80. Евгения Бисерова Алексиева – 24 МИР София
81. Екатерина Кирилова Димитрушева – 1 МИР Благоевград
82. Екатерина Захариева – 13 МИР Пазарджик
83. Елена Гунчева – 16 МИР Пловдив град
84. Елисавета Димитрова Белобрадова 25 МИР София
85. Елхан Мехмедов Кълков – 1 МИР Благоевград
86. Ерджан Себайтин Ебатин – 3 МИР Варна
87. Ешереф Кязим Ешереф – 2 МИР Бургас
88. Жеко Дончев Станков – 2 МИР Бургас
89. Зарко Филипов Маринов – 22 МИР Смолян
90. Златомира Димитрова Карагеоргиева-Мострова – 2 МИР Бургас
91. Зорница Велинова Стратиева – 14 МИР Перник
92. Ива Митева – 24 МИР София
93. Ивайло Валентинов Шотев – 13 МИР Пазарджик
94. Ивайло Мирчев – 2 МИР Бургас
95. Ивайло Христов Христов – 8 МИР Добрич
96. Иван Богомилов Петков – 16 МИР Пловдив град
97. Иван Тотев – 16 МИР Пловдив град
98. Иван Иванов – 30 МИР Шумен (до 13 декември 2021 г.)
99. Иван Ченчев – 26 МИР София област
100. Иван Йовков Червенков – 17 МИР Пловдив област
101. Иван Йорданов Димитров – 1 МИР Благоевград
102. Иван Маркос Христанов – 15 МИР Плевен (до 17 декември 2021 г.)
103. Иван Руменов Клисурски – 21 МИР Сливен
104. Ивелин Статев Иванов – 20 МИР Силистра
105. Иво Георгиев Атанасов – 5 МИР Видин
106. Иво Георгиев Русчев – 25 МИР София
107. Илиана Петкова Жекова – 27 МИР Стара Загора
108. Илиян Славейков Йончев – 15 МИР Плевен
109. Илтер Бейзатов Садъков – 30 МИР Шумен
110. Имрен Мехмедова – 28 МИР Търговище
111. Инна Владимирова Иванова – 12 МИР Монтана
112. Ирена Методиева Димова – 12 МИР Монтана
113. Ирена Тодорова Анастасова – 12 МИР Монтана
114. Искра Михайлова – 27 МИР Стара Загора
115. Искрен Николаев Митев – 25 МИР София
116. Искрен Цветославов Арабаджиев – 11 МИР Ловеч
117. Ихсан Халил Хаккъ – 18 МИР Разград
118. Йордан Ивов Терзийски – 4 МИР Велико Търново
119. Йордан Цонев – 4 МИР Велико Търново
120. Йордан Янков Маджунков – 16 МИР Пловдив град
121. Йорданка Яникова Костадинова – 8 МИР Добрич
122. Калина Константинова – 25 МИР София
123. Калоян Тонев Икономов – 3 МИР Варна
124. Кирил Ананиев – 14 МИР Перник
125. Кирил Петков – 16 МИР Пловдив град (до 13 декември 2021 г.)
126. Кирил Сашев Симеонов – 3 МИР Варна
127. Константин Живков Бачийски – 2 МИР Бургас
128. Корнелия Нинова – 25 МИР София (до 13 декември 2021 г.)
129. Костадин Ангелов – 4 МИР Велико Търново
130. Костадин Костадинов – 3 МИР Варна
131. Костадин Томов Стойков – 1 МИР Благоевград
132. Красен Георгиев Кръстев – 6 МИР Враца
133. Красен Кралев – 3 МИР Варна
134. Красимир Вълчев – 27 МИР Стара Загора
135. Кристиан Вигенин – 31 МИР Ямбол
136. Красимир Митков Събев – 22 МИР Смолян
137. Крум Костадинов Зарков – 19 МИР Русе
138. Лена Бориславова – 24 МИР София (до 15 декември 2021 г.)
139. Лъчезар Иванов – 25 МИР София
140. Любен Дилов -2 МИР Бургас
141. Любомир Антонов Каримански – 11 МИР Ловеч
142. Маноил Манев – 27 МИР Стара Загора
143. Манол Трифонов Генов – 17 МИР Пловдив област
144. Мариш Шишев Шишев – 18 МИР Разград
145. Марио Киров Рангелов – 15 МИР Плевен
146. Мария Щерева Белова – 21 МИР Сливен
147. Мартин Димитров – 24 МИР София
148. Мая Йорданова Димитрова – 8 МИР Добрич
149. Милен Илиев Матеев – 4 МИР Велико Търново
150. Милко Асенов Пенев – 2 МИР Бургас
151. Мирослав Иванов – 31 МИР Ямбол
152. Мирослава Петрова Петрова – 24 МИР София
153. Михаил Петков Илиев – 19 МИР Русе
154. Михал Григоров Камбарев – 22 МИР Смолян
155. Младен Маринов – 26 МИР София област
156. Младен Шишков – 17 МИР Пловдив област
157. Момчил Кунчев Иванов – 4 МИР Велико Търново
158. Мукаддес Налбант
159. Мустафа Карадайъ – 30 МИР Шумен
160. Мюмюн Сали Мюмюн – 29 МИР Хасково
161. Настимир Ананиев Ананиев – 23 МИР София
162. Небие Исмет Кабак – 13 МИР Пазарджик
163. Никола Ангелов Димитров – 31 МИР Ямбол
164. Никола Минчев – 24 МИР София
165. Николай Дренчев – 23 МИР София
166. Николай Събев – 19 МИР Русе (до 13 декември 2021 г.)
167. Николай Нанков – 11 МИР Ловеч
168. Николай Радулов – 23 МИР София
169. Николина Ангелкова – 26 МИР София област
170. Павел Алексеев Христов – 3 МИР Варна
171. Павлин Павлов Кръстев – 9 МИР Кърджали
172. Петър Георгиев Кънев – 2 МИР Бургас
173. Петър Любенов Миланов – 5 МИР Видин
174. Петър Николев Куленски – 13 МИР Пазарджик
175. Петър Николов – 25 МИР София
176. Петър Николаев Петров – 24 МИР София
177. Петър Чобанов – 26 МИР София област
178. Петър Ясенов Маринов – 23 МИР София
179. Петя Аврамова – 6 МИР Враца
180. Пламен Николаев Абровски – 12 МИР Монтана
181. Пламен Николов – 30 МИР Шумен
182. Пламен Петров Шалъфов – 23 МИР София
183. Радомир Чолаков – 16 МИР Пловдив град
184. Радослав Красенов Василев – 27 МИР Стара Загора
185. Радослав Стефанов Рибарски – 27 МИР Стара Загора
186. Радостин Василев – 15 МИР Плевен (до 13 декември 2021 г.)
187. Радостина Александрова Ценова – 24 МИР София (до 17 декември 2021 г.)
188. Рамадан Аталай – 17 МИР Пловдив област
189. Рена Енчева Стефанова – 19 МИР Русе
190. Росен Желязков – 1 МИР Благоевград
191. Росен Добрев Костурков – 17 МИР Пловдив област
192. Росица Кирова – 5 МИР Видин
193. Румен Гечев – 15 МИР Плевен
194. Румен Димитров Христов – 23 МИР София
195. Светлин Костов Стоянов – 19 МИР Русе
196. Севим Исмаил Али – 2 МИР Бургас
197. Сезгин Юсеин Мехмед – 29 МИР Хасково
198. Силви Кирилов – 29 МИР Хасково
199. Славена Димитрова Точева – 3 МИР Варна
200. Снежана Великова Апостолова – 3 МИР Варна
201. Снежанка Райчова Траянка – 10 МИР Кюстендил
202. Станислав Димитров Анастасов – 11 МИР Ловеч
203. Станислав Светозаров Балабанов – 13 МИР Пазарджик
204. Стефан Апостолов Апостолов – 1 МИР Благоевград
205. Стефан Иванов Шилев – 16 МИР Пловдив град
206. Стефан Неделчев Мирев – 13 МИР Пазарджик
207. Стоил Мирославов Стоилов – 15 МИР Плевен
208. Стою Теодоров Стоев – 17 МИР Пловдив област
209. Стоян Михалев – 3 МИР Варна
210. Стоян Иванов Георгиев – 20 МИР Силистра
211. Стоян Николов Таслаков – 13 МИР Пазарджик
212. Танер Кадир Тюркоглу – 17 МИР Пловдив област
213. Татяна Славова Султанова-Сивева – 21 МИР Сливен
214. Теменужка Петкова – 28 МИР Търговище
215. Тихомир Гочев Тенев – 27 МИР Стара Загора
216. Тома Биков – 24 МИР София
217. Томислав Дончев – 7 МИР Габрово
218. Тошко Хаджитодоров – 16 МИР Пловдив град
219. Фатме Хасан Рамадан – 2 МИР Бургас
220. Филип Стефанов Попов – 5 МИР Видин
221. Хайри Реджебов Садъков – 22 МИР Смолян
222. Халил Реджепов Летифов – 27 МИР Стара Загора
223. Хамид Хамид – 30 МИР Шумен
224. Хасан Адемов – 8 МИР Добрич
225. Христо Терзийски – 10 МИР Кюстендил
226. Христо Гаджев 25 МИР София
227. Христо Йорданов Даскалов – 16 МИР Пловдив град (до 17 декември 2021 г.)
228. Христо Иванов – 16 МИР Пловдив град
229. Христо Симеонов Симеонов – 2 МИР Бургас
230. Христо Проданов – 23 МИР София (до 13 декември 2021 г.)
231. Христо Христов Петров – 25 МИР София
232. Цвета Галунова – 4 МИР Велико Търново
233. Цветан Иванов Енчев – 6 МИР Враца
234. Цветелина Калинова Симеонова-Заркин – 25 МИР София
235. Цончо Ганев – 2 МИР Бургас
236. Юлия Борисова Иванова – 14 МИР Перник
237. Юрий Олегов Козлов – 26 МИР София област
238. Юсеин Хасанов Вейселов – 7 МИР Габрово
239. Явор Божанков – 4 МИР Велико Търново
240. Яна Веселинова Балникова – 7 МИР Габрово

## Избрани на 15 декември 2021 г.
Това е списък на депутатите избрани след гласуване на мястото на станалите министри в новоизбраното правителство:
1. Александра Валентинова Корчева – 25 МИР София (от 15 декември 2021 г.)
2. Венцислава Милчова Любенова – 16 МИР Пловдив град (от 15 декември 2021 г.)
3. Венцислав Иванов Петков – 15 МИР Плевен (от 15 декември 2021 г.)
4. Емил Ценов Георгиев – 25 МИР София (от 15 декември 2021 г.)
5. Момчил Донев Ненов – 27 МИР Стара Загора (от 15 декември 2021 г.)
6. Благовест Кирилов Кирилов – 23 МИР София (от 15 декември 2021 г.)
7. Иван Валентинов Ганчев – 30 МИР Шумен (от 15 декември 2021 г.)
8. Калин Ивайлов Иванов – 19 МИР Русе (от 15 декември 2021 г.)
9. Васил Петров Зашкев – 26 МИР София област (от 15 декември 2021 г.)
10. Младен Тодоров Запрянов – 29 МИР Хасково (от 15 декември 2021 г.)
11. Ивайло Георгиев Стайков – 29 МИР Хасково (от 15 декември 2021 г.)

## Парламентарно ръководство
| Длъжност              | Народен представител | Парламентарна група    |
| --------------------- | -------------------- | ---------------------- |
| Председател           | Никола Минчев        | Продължаваме промяната |
| Заместник-председател | Мирослав Иванов      | Продължаваме промяната |
| Заместник-председател | Росица Кирова        | ГЕРБ-СДС               |
| Заместник-председател | Мукаддес Налбант     | ДПС                    |
| Заместник-председател | Кристиан Вигенин     | БСП за България        |
| Заместник-председател | Ива Митева           | Има такъв народ        |
| Заместник-председател | Атанас Атанасов      | Демократична България  |
| Заместник-председател | Цончо Ганев          | Възраждане             |